# Barköl
Barköl, även känt som Balikun, är ett autonomt härad för kazaker under prefekturen Hami, Xinjiang-regionen i nordvästra Kina. Det ligger omkring 420 kilometer öster om regionhuvudstaden Ürümqi. 
I norr har häradet en landgräns med de mongoliska provinserna Chovd och Gobi-Altaj.
Barköl är känt för sin häst- och kameluppfödning, inte minst för Balikunponnyn som fått sitt namn från orten. Barköl har ett ovanligt stort antal kameler och är känt som "häradet med de tio tusen kamelerna".